# 勝専寺
勝専寺（しょうせんじ）は、東京都足立区にある浄土宗の寺院。山門の色が赤いことから、別名「赤門寺」と呼ばれている。

## 概要
1224年（元仁元年）、新井政勝の開基である。寺名は開山の勝蓮社専阿が由来である。
新井政勝の父・新井政次が荒川（現・隅田川）に網を投じたところ、千手観音像が網にかかったのが寺の由緒だという。この千手観音は当寺の寺宝となっており、地名「千住」の由来といわれている。
江戸時代は、鷹狩のために訪れた徳川将軍のみならず、日光例幣使や輪王寺門跡の休憩所や宿泊施設の役割を果たした。

## 鐘楼と金玉均
境内には、明治時代に再建された鐘楼があり、再建に際しては、時の鐘が聞こえる南足立・南葛飾・北豊島の三郡から資金を募ったという。その側壁に記念の碑文がはめ込まれている。題字の「鐘楼建築記念碑」は日本亡命中の朝鮮国の政治家金玉均の筆である。金玉均と当寺との間にどのような関わりがあったかについては不明である。

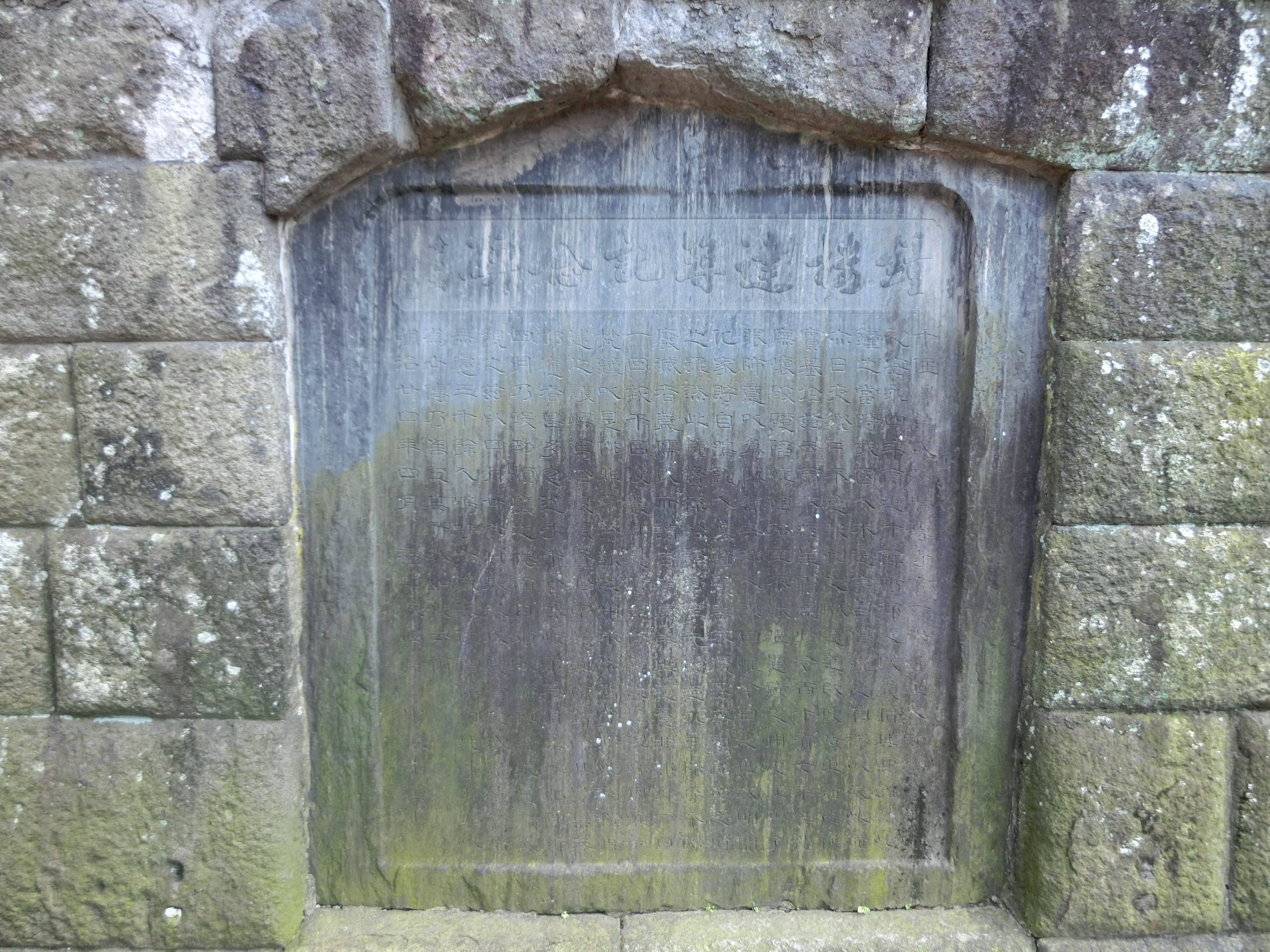
勝専寺鐘楼建築記念碑。上の「碑念記築建楼鐘」の題字が金玉均の筆である

## 寺宝等
足立区登録文化財
- 木造千手観音立像
- 木像閻魔大王坐像
- 三宮神山扁額

## 交通アクセス
- 北千住駅より徒歩5分。